# Cratere Boethius (Mercurio)
Boethius è un cratere presente sulla superficie di Mercurio con un diametro di 114 km.
Il cratere è dedicato al filosofo romano Severino Boezio.